# Rodney Rogers
Rodney Irl Rogers (Willmar (Minnesota), 10 juni 1953) is een Amerikaans componist en muziekpedagoog.

## Levensloop
Rogers voltooide zijn muziekstudies aan de Universiteit van Iowa in Iowa City en promoveerde tot Ph.D. (Philosophiæ Doctor). Hij studeerde ook in de zomercursussen bij het Tanglewood Music Festival. Verder had hij studiebeurzen voor de MacDowell Colony en de Yaddo Artist Colony. Vervolgens werd hij docent voor compositie aan de Staatsuniversiteit van Louisiana in Baton Rouge. Hij werd in de jaren 1990 professor aan de Lawrence University in Appleton (Wisconsin). Tegenwoordig is hij professor aan de Universiteit van Arizona (Herberger College of the Arts) in Tucson. 
Als componist schrijft hij zowel instrumentale als vocale werken en combinaties. Vier van zijn werken gingen in de Carnegie Hall in New York in première. Zijn werken werden naast de Verenigde Staten in België, Duitsland, het Verenigd Koninkrijk, Italië, Australië, China, Japan en Zuid-Korea uitgevoerd. Zijn werken werden met prijzen van de Music Teachers National Association (MTNA), de Broadcast Music, Inc. (BMI) en de American Society of Composers, Authors and Publishers (ASCAP) onderscheiden.

## Composities

### Werken voor orkest
- In Whitest Light, voor orkest
- Sudden Light, voor orkest

### Werken voor harmonieorkest
- 1983 Prevailing Winds, voor harmonieorkest
  1. Summer Fanfares
  2. Midsummer Moon
  3. Interlude
  4. Summer's Farewell
- 1991 Air Mosaic, voor harmonieorkest
- 1996 Two Views, voor saxofoonensemble, slagwerk, piano en contrabas 
  1. an unfolding quiet
  2. complicated optimism

### Vocale muziek
- Alleluia Sing the Stars, voor sopraan solo en gemengd koor
- Crossing the Bar, voor sopraan en piano

### Kamermuziek
- April Hello, voor dwarsfluit
- Lessons of the Sky, voor sopraansaxofoon (of hobo) en piano
- Numbering the Stars, voor koperensemble
- The Nature of This Whirling Wheel, voor altsaxofoon en piano
- Voices Rising, voor klarinet

### Werken voor piano
- Rifting in Tandem, voor twee piano's